# Jean-Pierre Richard (écrivain)
Pour les articles homonymes, voir Richard et Jean-Pierre Richard.
 (septembre 2022).
Si vous disposez d'ouvrages ou d'articles de référence ou si vous connaissez des sites web de qualité traitant du thème abordé ici, merci de compléter l'article en donnant les références utiles à sa vérifiabilité et en les liant à la section « Notes et références ».
Jean-Pierre Richard est un journaliste, romancier, scénariste et réalisateur français, né le 14 juillet 1937 à Neuilly-sur-Seine (Seine) et mort le 1er février 2022 à Plassac (Gironde).

## Biographie

### Jeunesse et études
Jean-Pierre Marius Richard naît le 14 juillet 1937 à Neuilly-sur-Seine. Son père, Carlo Rim (1902-1989), pseudonyme de Jean Marius Richard, est caricaturiste, scénariste et metteur en scène. Sa mère Alice Colleye est rédactrice, auteure et réalisatrice.

### Carrière
Sorti du Service cinématographique des armées (SCA), il commence sa carrière dans la presse filmée chez Gaumont, puis à la télévision du service public sur Antenne 2
En journaliste indépendant, Jean-Pierre Richard participe à quelques-uns des événements qui, à travers la planète, ont marqué les années 1960-1970 : 
- la guerre des Six Jours ;
- l'occupation d'Alcatraz par les Indiens de l'American Indian Movement ;
- la troisième guerre indo-pakistanaise ;
- l'arrivée au pouvoir de Salvador Allende ;
- l’entraînement des maquisards de l’IRA ;
- la révolution des Œillets au Portugal, etc.

Autour de 1975, il quitte le reportage pour se lancer dans la réalisation de documentaires scénarisés. L’Ouest des États-Unis le fascine. Il y tourne trois séries.
Toujours pour la télévision, il écrit et réalise une dizaine de films de fiction entre 1979 et 1992.

### Mort
Jean-Pierre Richard meurt le 1er février 2022 à Plassac (Gironde), à l'âge de 84 ans.

## Filmographie
(en tant que réalisateur sauf précision)

### Cinéma
- 1953 : Jazz jamboree Nos 1, 2, 3 (court métrage)
- 1968 : Comment les séduire de Jean-Claude Roy - en tant que scénariste
- 1970 : Et Salammbo ? (court métrage) - mise en scène et scénariste

### Télévision

#### Téléfilms
- 1964 : Le Bal de famille de Claude Deflandre - en tant que scénariste
- 1981 : Pleine Lune - également scénariste
- 1985 : Marie Love - également coscénariste avec Didier van Cauwelaert
- 1987 : Bonne fête, maman - également scénariste
- 1988 : Des sourires et des hommes
- 1992 : Alice boit du petit lait

#### Séries télévisées
- 1964 : Vol 272 - en tant que scénariste
- 1976 : 3 de cœur - metteur en scène et scénariste 13 épisodes
- 1976 : Les Mystères de New York de Jaime Jaimon - en tant que scénariste
- 1978-1979 : L’Œil de la nuit, épisodes La Locature des bois, Le Ballet inachevé, Le Chien de la colonelle et Le Vin des Carpathes[2] - également scénariste
- 1980 : Sam et Sally, épisode Monsieur Heredia de Joël Séria - en tant que scénariste
- 1984 : Les Cinq Dernières Minutes, épisode La Quadrature des cercles
- 1990 : Paparoff, épisode L'Éléphant bleu
- 1992 : Marie-Galante - également scénariste série de 6 épisodes

#### Documentaires
- 1976 : Two Sheriffs (52 min)
- 1979 : Sundance (52 min)
- 1980 : Pony Express (52 min)

#### Émissions
- 1985-1986 : Modes in France

## Ouvrages
- 1973 : Whisquierda, roman, Albin Michel
- 2001 : Un jardin en enfer, roman, Albin Michel
- 2004 : Le Président du marigot, roman, Albin Michel
- 2006 : Un ange distrait, roman, Albin Michel
- 2008 : La Fille tombée d'un rêve, roman, Albin Michel
- 2011 : Le Syndrome de Gepetto, roman, Albin Michel
- 2013 : La Vieille Dame qui avait trop dansé, nouvelles, Albin Michel
- 2016 : Étoile furtive, roman, Albin Michel

## Récompenses
- Festival de Cannes 1970 : Mention spéciale catégorie court métrage pour Et Salammbo
- Festival des peuples 1986 (Sofia) : prix pour Bonne fête, maman